# Jeanne Matthey
Jeanne Matthey (25 de Janeiro de 1886 — ?) foi uma tenista francesa.
Campeã de Roland Garros por quatro vezes.